# Alexeter improbus
Alexeter improbus là một loài tò vò trong họ Ichneumonidae.